# Ікша (Юринський район)
Ікша́ (рос. Икша, марій. Икша) — присілок у складі Юринського району Марій Ел, Росія. Входить до складу Юркинського сільського поселення.

## Населення
Населення — 38 осіб (2010; 71 у 2002).
Національний склад (станом на 2002 рік):
- марі — 45 %
- росіяни — 30 %